# Pomme d'amour (film, 1932)
Pour les articles homonymes, voir Pomme d'amour (homonymie).
Pour plus de détails, voir Fiche technique et Distribution.
Pomme d'amour est un film français réalisé par Jean Dréville et sorti en 1932. C'est son premier long métrage.
Le rôle principal de ce vaudeville est tenu par André Perchicot, ancien coureur cycliste, devenu par la suite chanteur et acteur.

## Synopsis
Un chanteur de rue surnommé « Pomme d'Amour » hérite d'une maison en Normandie. Il y rencontre Clémence, fille d'un paysan qui veut récupérer la propriété.

## Fiche technique
- Réalisation : Jean Dréville
- Scénario : Robert Paul, Raoul Ploquin d'après une pièce de Charles d'Abadie et Raymond de Cesse
- Décors : Armand Bonamy
- photographie : Louis Née, Louis Page, Georges Périnal
- Montage : Jean Dréville
- Musique : Paul Devred, Jean Lenoir et Vincent Scotto
- Production :  Association des Professeurs pour la Promotion de l'Education Cinématographique (APEC)
- Pays d'origine :  France
- Format :  Noir et blanc - son mono
- Durée : 87 minutes
- Genre : Comédie
- Date de sortie : 
  - France - 14 octobre 1932

## Distribution
- André Perchicot (crédité Nicolás D. Perchicot) : Eugène Fricot dit « Pomme d'Amour »
- Christiane Dor : Madame Paillette
- Raymond Cordy : Bayard
- Christiane Delyne : La baronne de Granville
- Lucien Dayle : Renardin
- Pierre Nay : Maxime
- Simone Bourday : Clémence
- Jacques Henley : Le baron de Granville
- Laurence Bianchini
- Ginette Leclerc
- Charles Léger
- Gisèle Moriange
- Bob Maix
- Delphine Abdala